# Ken Arok
Ken Arok, o Ken Angrok, o Sri Ranggah Rajasa (1182 – 1227), è stato il fondatore e il primo sovrano del regno giavanese di Singhasari, un antico regno induista-buddhista nell'area di Giava orientale e fondatore della dinastia Rajasa.
Di umili origini, divenne uno dei più potenti e temuti sovrani dell'isola di Giava. La sua figura nella storia e nel mito indonesiani è piena di aspetti avventurosi, che ne travisano la figura storica lasciando ben poco di utile per poterne ricostruire le sue reali vicende biografiche.

## La leggenda
Secondo il Pararaton o Libro dei Re, un antico testo in lingua Kawi che narra la storia dei sovrani di Giava, egli era figlio di una contadina di nome Ken Endok e moglie di un brahmino del regno di Kediri, di nome Gajahpura. I suoi genitori erano dei poveri contadini che lavoravano nei pressi delle rive del fiume Brantas, nella zona di Giava orientale, con il quale si era appena sposata. La giovane Endok incontrò il dio Brahmā che desiderò possederla ed avere un figlio da lei, e le ordinò in seguito di non giacere mai più con suo marito, ma, dopo avergli disubbidito, rimase vedova dopo pochi giorni.

Appena nato Endok abbandonò suo figlio nelle acque del fiume Brantas nella speranza che potesse essere trovato da una famiglia di condizioni più facoltose, ma la sorte volle che venisse trovato da un ladro di nome Lembong. Il patrigno gli insegnò tutte le arti del furto e del raggiro e ben presto il giovane Ken Arok divenne il ladro più celebre di tutto il regno Kediri. Un giorno il giovane incontrò un Ṛṣi indiano di nome Mpu Lohgawe che lo convinse ad abbandonare la sua vita peccaminosa, dal momento che riconobbe in lui un avatar della dea Visnù. I suoi sforzi di riportarlo sulla retta via ebbero successo e riuscì a farlo entrare al servizio del governatore di Tumapel, Tunggul Ametung. Quest'ultimo aveva appena rapito la figlia di un monaco mahayana di nome Mpu Parwa, la bellissima Ken Dedes che fece diventare la sua prima consorte; non prima di ricevere dal padre furibondo che gli lanciò una maledizione secondo la quale Tunggul Ametung sarebbe morto per la punta di un keris, un particolare tipo di pugnale giavanese.

Un giorno Tunggul portò la giovane moglie incinta di tre mesi del futuro assassino di Ken Arok, Anusapati, a passeggio nei giardini di Babaji dove Ken Arok, vedendo di nascosto la bella sposa, se ne innamorò perdutamente. Chiedendo consiglio al suo mentore, Ken Arok ebbe in risposta che chi avrebbe conquistato una donna così bella avrebbe ottenuto un grande potere e tanta fortuna e sarebbe diventato il signore di un potente regno. Allora, deciso a conquistare la giovane sposa di Tunggul, Ken Arok chiese consiglio al suo amico Bango Samparan, il quale gli suggerì di farsi costruire un keris dal più abile fabbro della regione, il sapiente Mpu Gandring. Quest'ultimo accettò di forgiare il pugnale, ma per dotarlo di poteri magici, chiese un anno di tempo per svolgere i rituali richiesta, dopo cinque mesi, tuttavia, l'impaziente Ken Arok montò su tutte le furie e uccise il fabbro con il pugnale incompiuto; costui, prima di morire, lanciò una maledizione sul pugnale affermando che per colpa della sua lama sarebbero morti tutti i discendenti di Ken Arok.

## Nascita del Regno di Singhasari
In seguito Ken Arok, in possesso del pugnale magico lo consegnò al suo amico Kebo Ijo, guardia personale di Tunggul Ametung, e quando costui fu trovato assassinato con un colpo di pugnale, Kebo Ijo venne condannato e ucciso dallo stesso Ken Arok, che finse di voler vendicare il governatore assassinato ma in realtà desiderava solamente prenderne il posto. Con l'approvazione del popolo di Tumapel e dei sacerdoti di Shiva e di Buddha che avevano trovato rifugio a Tumapel dalle persecuzioni dei regni vicini, Ken Arok prese il potere nel 1222 e sposò la vedova di Tunggul Ametung, Ken Dedes. In quello stesso anno, diventato governatore di Tumapel, Ken Arok estese la sua autorità oltre le pendici del Monte Kawi, uno stratovulcano situato a Giava orientale ed assunse il titolo reale di Sri Rajasa Amurwabhumi; ciò lo portò in conflitto con il sovrano di Kediri Jayakaton, con il quale si scontrò nella battaglia di Ganter, nella quale Jayakaton venne sconfitto, ed i due territori di Tumapel e Janggala vennero unificati nell'unico territorio del nuovo regno di Singhasari. Per legittimare il suo ruolo di sovrano, Ken Arok si autoproclamò figlio del dio Shiva.

Il Pararaton narra che il principe Anusapati, figliastro di Ken Arok e figlio legittimo di Tunggul Ametung, dopo essere venuto a conoscenza dell'assassinio del padre per mano del patrigno, lo fece assassinare con lo stesso kreis maledetto con il quale Ken Arok aveva ucciso suo padre. Mentre il Pararaton fa risalire la morte di Ken Arok all'anno 1169 dell'era Shaka, che corrisponde al 1247, tuttavia sembra molto più probabile che la data dell'assassinio di questo sovrano ricada nell'anno 1149 dell'era Shaka, ovvero il 1227, così come registra anche il Nagarakertagama di Mpu Prapanca.

## Ken Arok nella cultura popolare e nella letteratura
La leggenda di Ken Arok è molto popolare e diffusa soprattutto nelle regioni di Giava Centrale e orientale, dove egli è soggetto di molti libri, pellicole e di rappresentazioni teatrali nel tradizionale stile ketoprak. Egli è ricordato sia come un individuo ambiguo e traditore ma anche come un uomo dotato di forte volontà e determinato nel conseguire i propri scopi. Si crede che tutti i sovrani che hanno regnato sull'isola di Giava siano stati discendenti diretti di Ken Arok, dai sovrani del Sultanato di Mataram a quelli del regno di Majapahit.

Tra le opere letterarie spiccano il dramma teatrale Ken Arok dan Ken Dedes (1923) del poeta e scrittore, nonché politico indonesiano Mohammad Yamin, e Arok Dedes (1999) dello scrittore indonesiano Pramoedya Ananta Toer.